# 河合悠祐
河合 悠祐（かわい ゆうすけ、1981年〈昭和56年〉2月22日 - ）は、日本の政治家、実業家。埼玉県戸田市議会議員。元埼玉県草加市議会議員（1期）。日本大和党代表。

## 来歴
京都市北区出身。京都市立紫野高等学校、京都大学総合人間学部卒業、同志社大学大学院司法研究科修了。大学時代には地方議員のインターンシップも経験した。
IT企業に勤務した後、独立し人材派遣や婚活イベントの運営を手掛ける会社を経営。
会社経営の傍ら、ワタナベコメディスクールを27期生として卒業し、2018年からワタナベエンターテインメント所属のお笑いコンビ「右肩上がり」で活動していた。
2021年千葉県知事選挙を皮切りに各種選挙に立候補した（後述）。千葉県知事選では奇抜な政見放送を行い、YouTubeやTikTokなどインターネットを中心に注目を浴びた。
2021年10月の衆議院議員選挙（埼玉3区）、2022年7月の参議院議員選挙（埼玉選挙区）に出馬するも落選する。
2022年10月23日投開票の草加市議会議員選挙に立候補し、41人中23位（定数28）で初当選した。
2024年7月7日投開票の東京都知事選に立候補、2024年10月27日投票開票の衆議院議員選挙（埼玉15区）に立候補し落選する。
2025年1月26日投開票の戸田市議会議員選挙にて歴代最多得票数でトップ当選を果たす。
2025年8月12日、日本大和党(にほんやまととう)の結成と片桐ゆきこの川口市長選擁立を発表した。

## 選挙

### 千葉県知事選挙
2021年には「千葉県全体を夢と魔法の国にする党」の党首として千葉県知事選挙に出馬。理由としては「知名度を高めるため」と公言しており、熊谷俊人の当確が確実視されるなかであえて注目を集め、少しでも若者の投票率を上げたいと語っていた。奇妙な姿で出馬したのは、「ピエロはダークヒーロー的で大衆からの支持を受けるイメージがあった」ことや、東京都知事選挙に出馬した立花孝志や後藤輝樹、スーパークレイジー君の影響を受けたと述べていた。
街頭演説ではピエロを思わせる白塗りメイクにエレクトリカルパレードをイメージした電飾を身につけ、東京ディズニーリゾート前や渋谷ハチ公前広場など県内外でオリジナルの歌やダンスを長時間にわたって披露した。披露した楽曲『いっちゃいやSHOW TIME!!』はiTunes StoreやApple Musicなどで配信された。
3月にNHK総合と千葉テレビ放送で放送された政見放送は、「千葉県全体をディズニーランドにする」政策を謳ったり、「緊張で政策を忘れた」という内容であったため、この「ウケ狙い」の政見放送はSNSはもとより、米メディアのニューヨーク・ポスト等複数の海外メディアが「日本のジョーカー」として紹介するなど国内外で報じられ、脚光を浴びた。
選挙では15,166票で落選、下から2番目の結果となった（当選は熊谷俊人）。

### 東京都議会議員選挙
2021年7月の東京都議会議員選挙の葛飾区選挙区から出馬したが、929票で落選。

### 第49回衆議院議員選挙
2021年8月26日、第49回衆議院議員選挙において「NHKと裁判してる党弁護士法72条違反で」党（NHK党）公認で、埼玉3区より立候補することを明らかにした。結果は7534票（得票率3.22%）で落選。
なお、衆議院議員選挙でのNHKとテレビ埼玉での政見放送では6本ともVTRにて自身のミュージック・ビデオを9分間流し、音楽番組と勘違いしてしまうような〝MVジャック〟という事態を起こした。

### 第26回参議院議員選挙
2021年12月23日の記者会見において、2022年7月に行われる第26回参議院議員選挙にNHK党の公認で埼玉県選挙区から出馬することを発表し、NHK問題について訴えることを明らかにした。投開票の結果、15人中10位で落選した。

### 草加市議会議員選挙
2022年（令和4年）10月23日投開票の草加市議会議員選挙に立候補し、41人中23位（定数28）で当選した。

### 東京都知事選挙
2024年（令和6年）6月20日、東京都知事選に立候補したが、落選した。若者の投票率を上げる目的で出馬し、奇抜なポスターや政見放送が物議をかもした。

### 第50回衆議院議員選挙
2024年（令和6年）10月27日投開票の第50回衆議院議員総選挙に「日本保守党」（2023年結成の百田尚樹氏が代表を務める同名の政治団体とは別）公認で埼玉15区からの立候補し、5人中5位で落選した。

### 戸田市議会議員選挙
2025年（令和7年）1月26日投開票の埼玉・戸田市議選挙に「日本保守党」公認で出馬し、埼玉県南部で問題になっている不法移民の問題を訴え、歴代最多得票数（4,419票）でトップ当選を果たした。

## 人物
- 影響を受けた作品は三国志。尊敬する人物は辰吉丈一郎だと、自身のTwitterやYouTubeライブで語っている[33][34]。
- 2021年4月12日、ABEMA NEWSにゲスト出演した際には「憲法21条の政治的表現の自由は、最高法規である憲法の中でも最も権利性が高い。ネタのような政見放送について、お笑い番組でやれという意見もあるが、むしろ逆である。むしろお笑い番組以上に自由に表現すべき場が政見放送なのである」と自身の見解を述べた[35]。

## 出演

### テレビ
- 千葉県知事選挙政見放送 (NHK)（2021年3月9日）[36]
- 千葉県知事選挙政見放送（千葉テレビ）（2021年3月13日）[37]
- グッとラック!（TBS）（2021年3月25日）
- 第49回衆議院議員選挙政見放送（テレビ埼玉）（2021年10月24日）[38]
- 第49回衆議院議員選挙政見放送 (NHK)（2021年10月26日）[39]
- 第26回参議院議員選挙政見放送 (NHK)（2022年6月30日）
- 第26回参議院議員選挙政見放送（テレビ埼玉）（2022年7月2日）
- 東京都知事選挙政見放送 (NHK)
- 東京都知事選挙政見放送（TOKYO MX）

### インターネットテレビ
- ABEMA Prime（ABEMA TV）（2021年4月12日）[40]
- ABEMA的ニュースショー（ABEMA TV）（2022年12月25日）
- ABEMA Prime（ABEMA TV）（2025年1月31日）

### 映画
- 知的財産村の財宝〜知的財産剣vsダーマス海賊団〜株式会社パテントインベストメント（池袋HUMAXシネマズ）（2022年8月5日～12日）[41]

### 素人異種格闘技Hatashiai
2021年12月11日に東京新宿で行われた素人格闘技イベントHatashiaiの主催を宮川直輝（パチンコ党）と共に行う。箕輪厚介や南原社長が参戦。また自身も参戦者として、へずまりゅうこと原田将大とボクシングルールで対決するが、21秒でTKO負け。
2022年5月7日に東京新宿で行われた素人格闘技イベントHatashiaiの主催を宮川直輝（パチンコ党）と共に行う。久保田覚、赤汁王子、レオナ・ペタス、ゆたぼん、へずまりゅう、ぷりん将軍、楽しんご等が出場者として参戦。

### 炎上万博-斬-
RepezenFoxxがプロデュースしたMCバトルの大会、ラップ版「炎上万博-斬-」のオーディション（2023年2月4日）で、「ラッパーなんて簡単に倒せます」とレジェンドラッパー陣に完勝宣言。「本命で対戦したいのは天照大神さんで、慶応でお金持ちキャラでやっている。高スペック対決をやってもいいかな」とAmateras（アマテラス）を指名した。Amaterasも本戦での対戦を受諾した。本戦では「オレは京大卒でお前は慶応。慶応なんか3科目で受かる偏差値の低い大学や。京大は5科目必要やねん。お前中退やろ。しかも内部進学。裏口入学と変わらん。京大の方が最強だ！」と高学歴をひけらかし、レジェンドラッパーから大金星を挙げた。

### その他
- BreakingDown 8 オーディション（2023年）

## ディスコグラフィ
- いっちゃいやSHOW TIME!!（2021年3月9日）[50]

## 選挙歴
| 当落 | 選挙                     | 執行日         | 年齢 | 選挙区       | 政党                                     | 得票数    | 得票率 | 定数 | 得票順位 /候補者数 | 政党内比例順位 /政党当選者数 |
| ---- | ------------------------ | -------------- | ---- | ------------ | ---------------------------------------- | --------- | ------ | ---- | ------------------ | ---------------------------- |
| 落   | 2021年千葉県知事選挙     | 2021年3月21日  | 40   | ――           | 千葉県全体を夢と魔法の国にする党         | 1万5166票 | 0.76%  | 1    | 7/8                | /                            |
| 落   | 2021年東京都議会議員選挙 | 2021年7月4日   | 40   | 葛飾区選挙区 | 愛の力でLGBT差別・動物殺処分解決の党     | 929票     | 0.63%  | 4    | 13/13              | /                            |
| 落   | 第49回衆議院議員総選挙   | 2021年10月31日 | 40   | 埼玉県第3区  | NHKと裁判してる党弁護士法72条違反で      | 7534票    | 3.22%  | 1    | 3/3                | /                            |
| 落   | 第26回参議院議員通常選挙 | 2022年07月10日 | 41   | 埼玉県選挙区 | NHK党                                    | 1万8194票 | 0.60%  | 4    | 10/15              | /                            |
| 当   | 2022年草加市議会議員選挙 | 2022年10月23日 | 41   | ――           | 河合ゆうすけと草加の地域再生を実現する党 | 1746票    | 2.14%  | 28   | 23/41              | /                            |
| 落   | 2024年東京都知事選挙     | 2024年7月7日   | 43   | ――           | ジョーカー議員と投票率を上げる会         | 2035票    | 0.03%  | 1    | 21/56              | /                            |
| 落   | 第50回衆議院議員総選挙   | 2024年10月27日 | 43   | 埼玉県第15区 | 日本保守党                               | 1万6157票 | 7.77%  | 1    | 5/5                | /                            |
| 当   | 戸田市議会議員選挙       | 2025年01月26日 | 43   | ――           | 日本保守党                               | 4419票    | 9.87%  | 25   | 1/33               | /                            |